# Grammy Award para melhor performance feminina pop
O Grammy Award para Best Female Pop Vocal Performance foi uma categoria apresentada nos Grammy Awards, uma cerimónia estabelecida em 1958, que presenteia artistas pela qualidade vocal em canções do género musical pop. As várias categorias são apresentadas anualmente pela National Academy of Recording Arts and Sciences (NARAS) dos Estados Unidos em "honra da realização artística, proficiência técnica e excelência global na indústria da gravação, sem levar em conta as vendas de canções ou posições nas tabelas musicais."
Em 1959, a aclamada cantora Ella Fitzgerald tornou-se a primeira vencedora da categoria com o álbum Ella Fitzgerald Sings the Irving Berlin Songbook, sagrando-se vencedora consecutivamente nos três anos seguintes. Fitzgerald e Barbra Streisand são as maiores vencedores da categoria, contabilizando cinco vitórias cada uma, e seguidas por Dionne Warwick e Whitney Houston (que possuem três vitórias da categoria). Além disto, Streisand também foi indicada 12 vezes ao longo da história da premiação, mais do que qualquer outro artista. A última vencedora foi Lady Gaga com a canção "Bad Romance" em 2011.
O prêmio foi descontinuado em 2012 em meio às reformas de categorias do Grammy Awards. Desde então, todas as performances solo na categoria pop (masculino, feminino ou instrumental) foram fundidas na categoria Best Pop Solo Performance.

## Vencedores e indicados
| Ano  | Artista            | Obra                                             | Indicados | Ref.   |
| ---- | ------------------ | ------------------------------------------------ | --- | ------ |

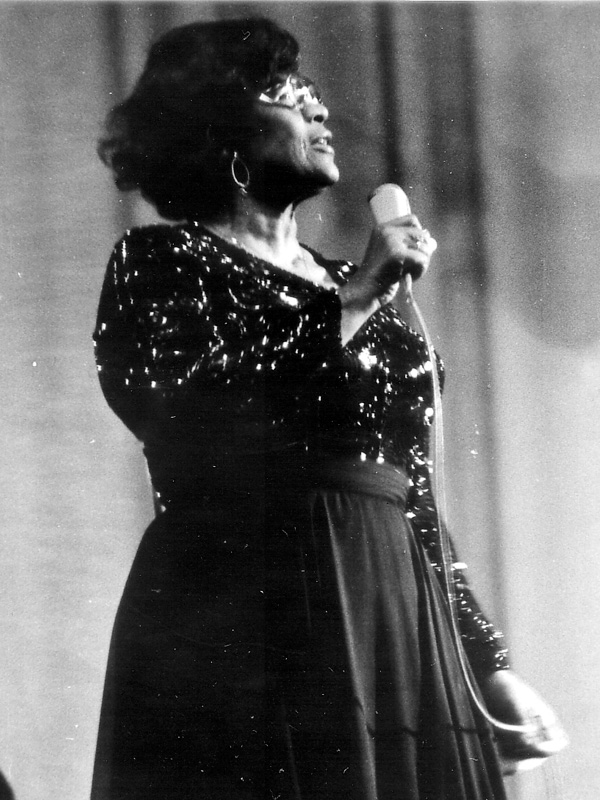
Ella Fitzgerald venceu cinco vezes a categoria, incluindo uma vitória de quatro anos consecutivos.

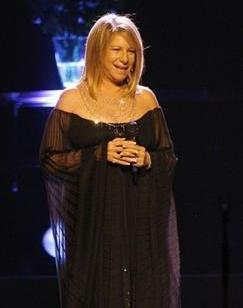
Barbra Streisand recebeu 12 indicações à categoria, das quais venceu cinco.

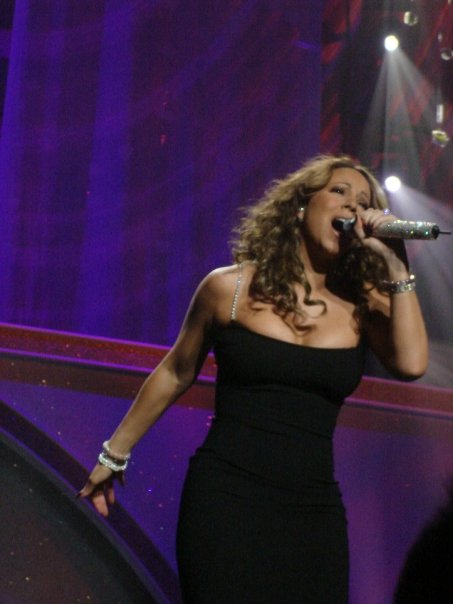
Mariah Carey possui oito indicações ao prêmio, com uma vitória.

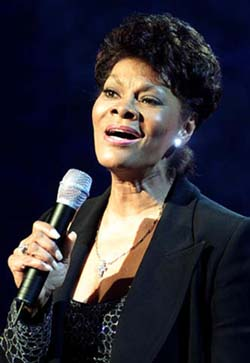
Dionne Warwick possui sete indicações ao prêmio, com três vitórias.

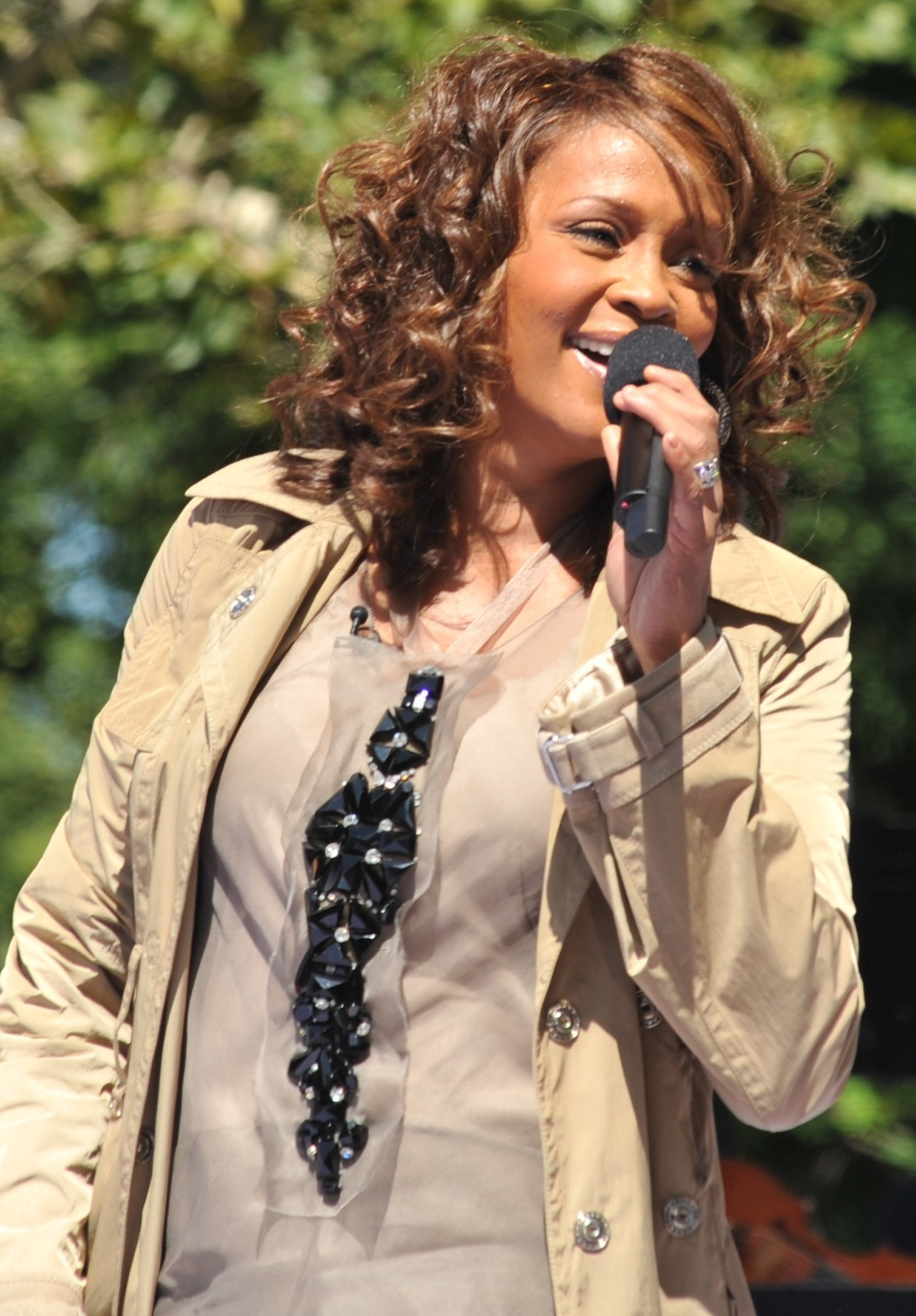
Whitney Houston possui seis indicações ao prêmio, com três vitórias.

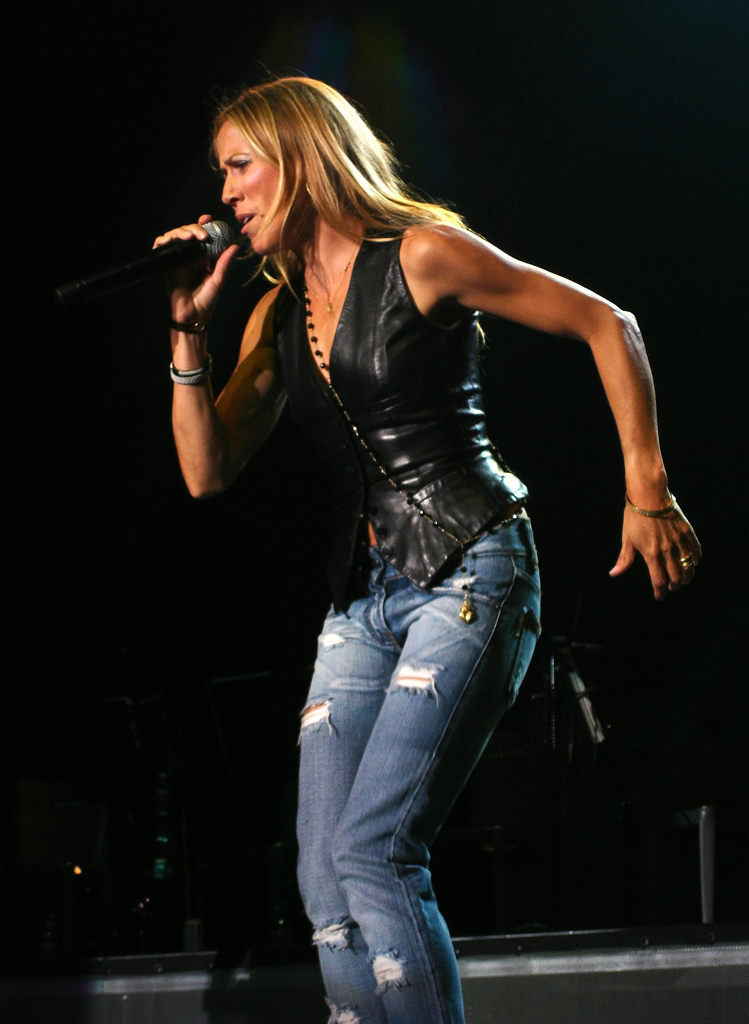
Sheryl Crow possui seis indicações ao prêmio, com uma vitória.

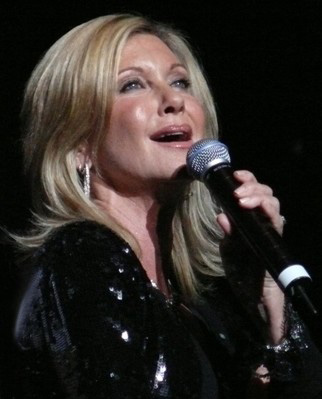
Olivia Newton-John possui seis indicações ao prêmio, com uma vitória.

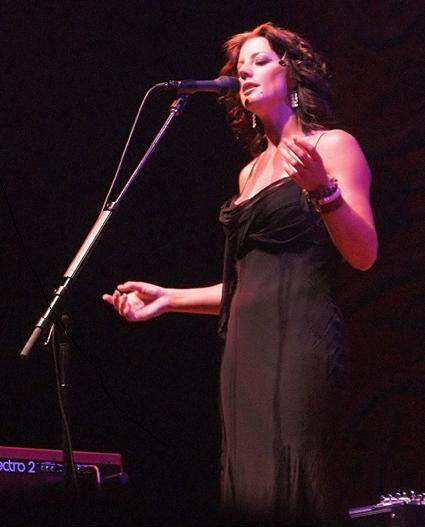
Sarah McLachlan foi quatro vezes indicada, vencendo duas vezes.

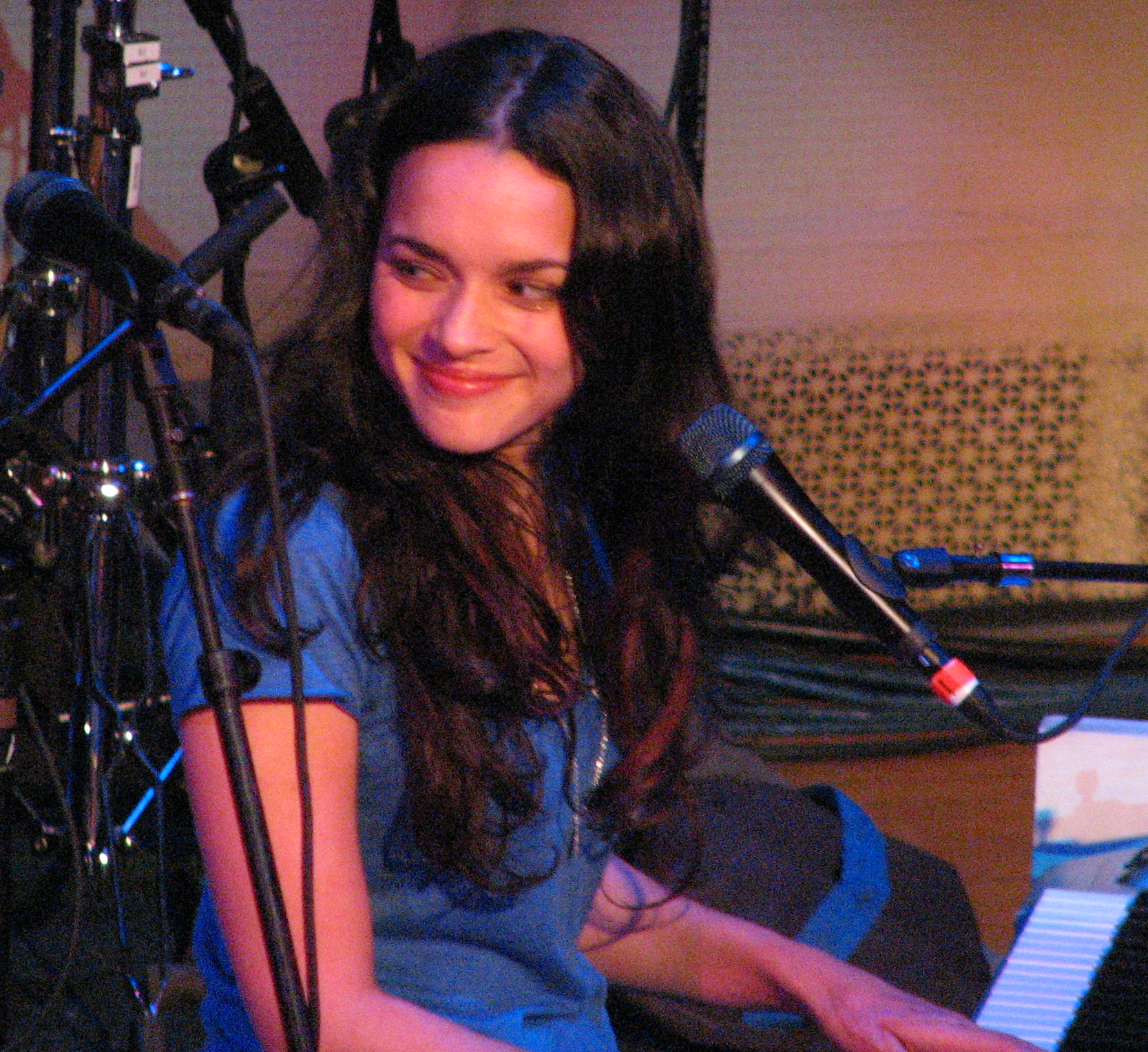
Norah Jones possui três indicações, tendo vencido duas.

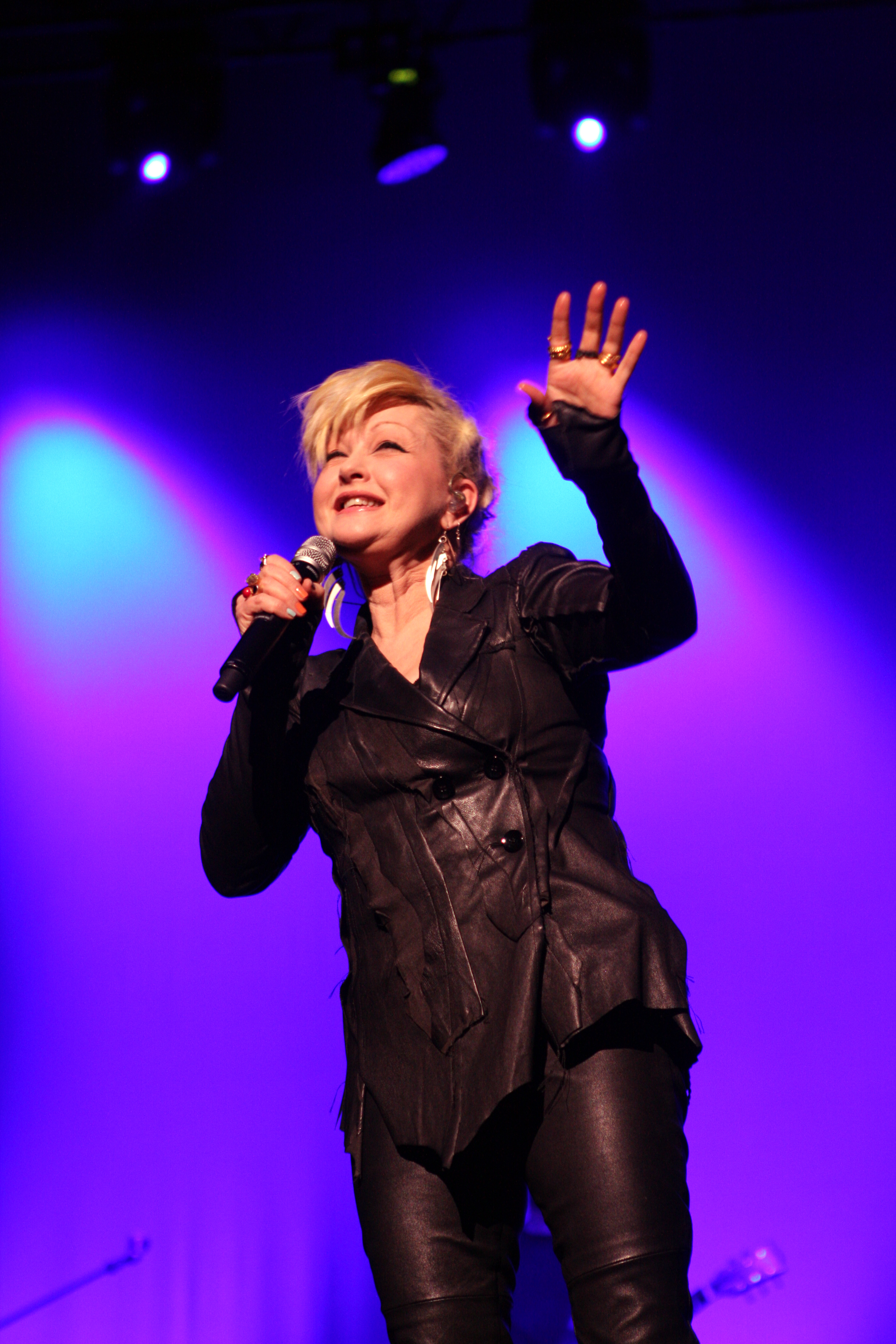
Cyndi Lauper foi indicada em 1985 e 1987.

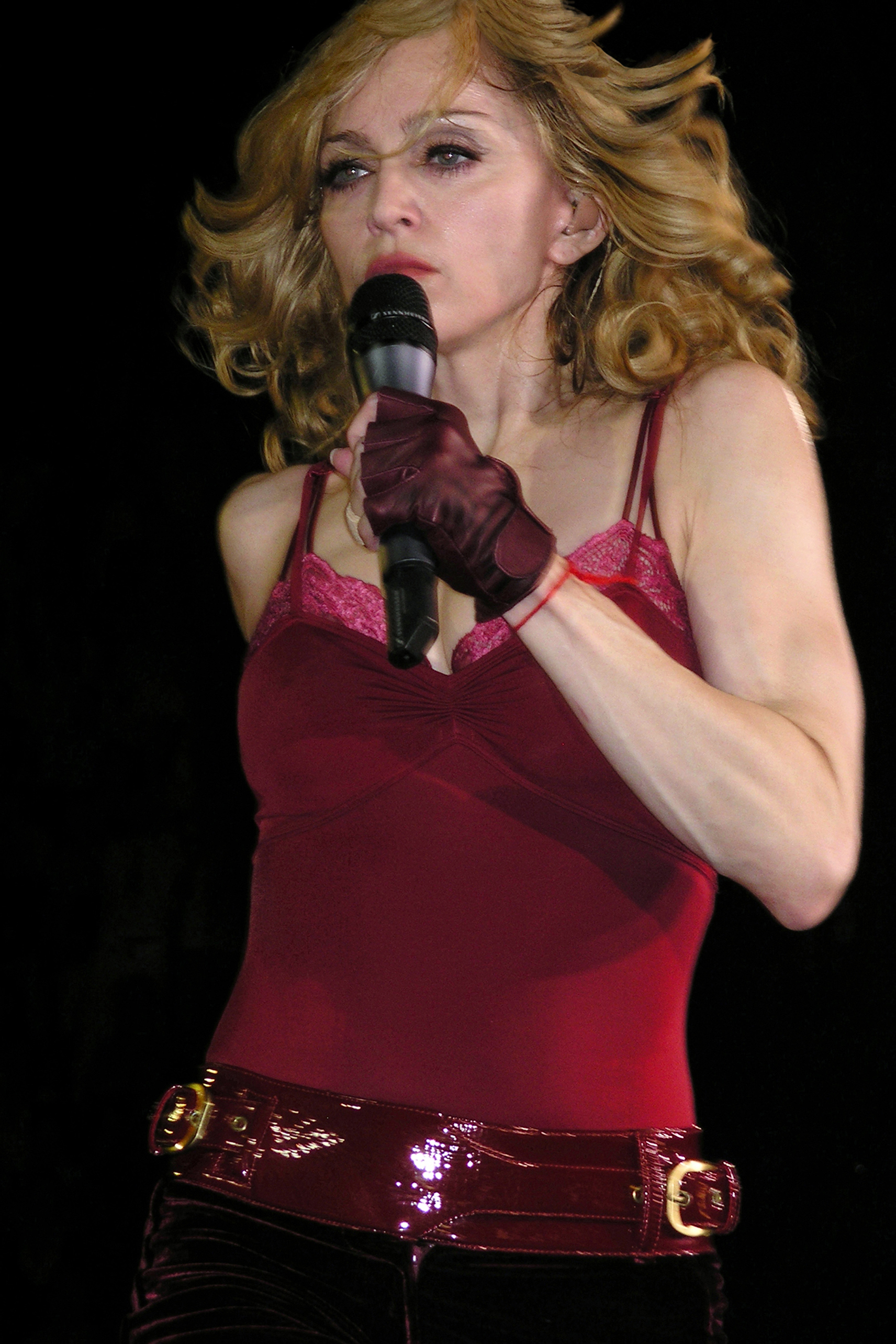
Madonna possui quatro indicações à categoria.

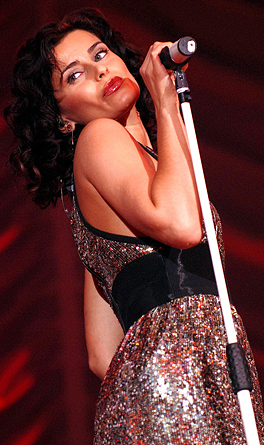
Nelly Furtado, vencedora em 2002, foi a última canadense a receber o prêmio.

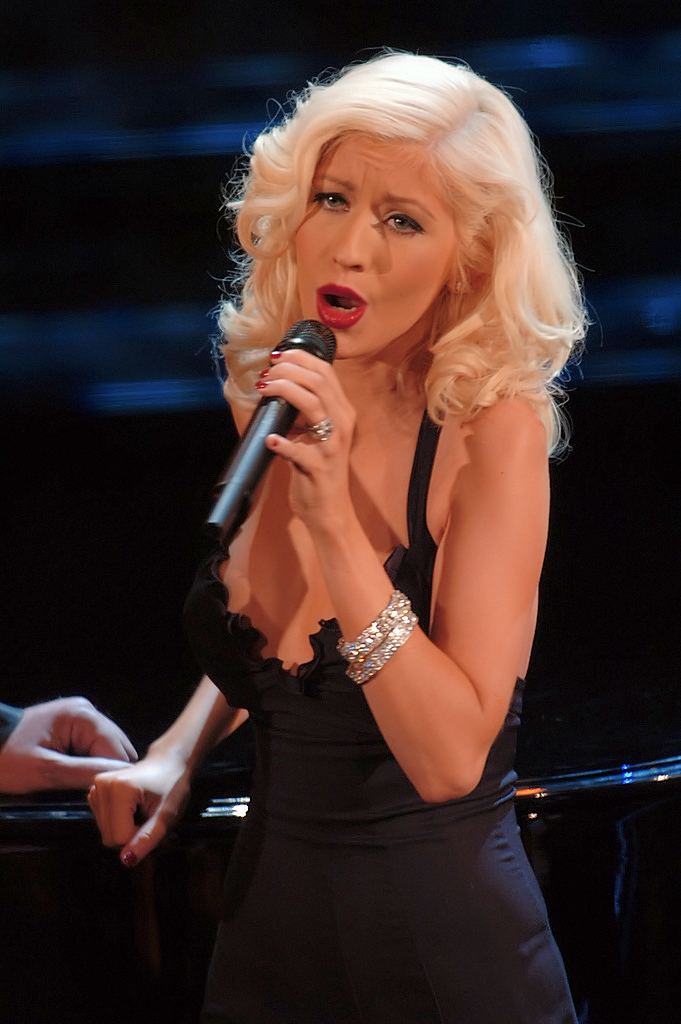
Christina Aguilera, vencedora em 2004 e 2007.

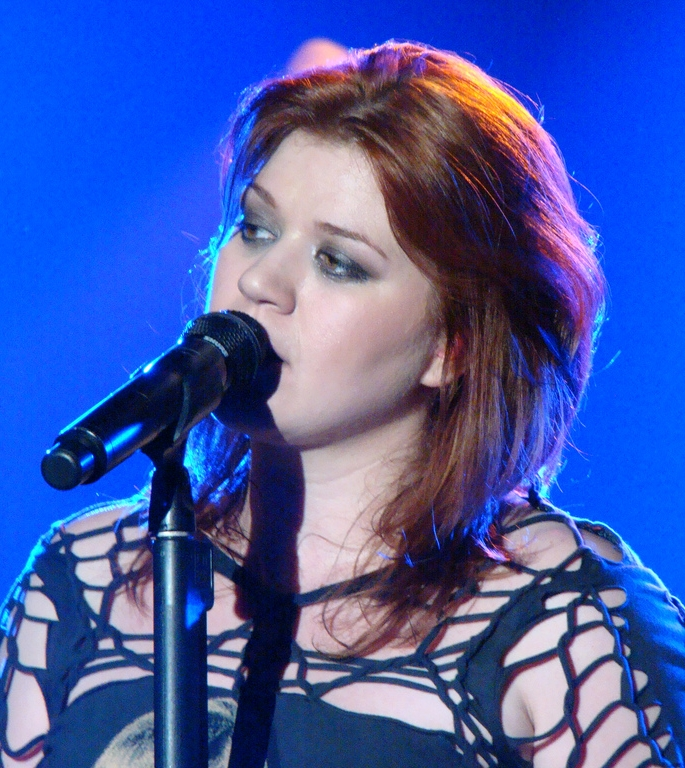
Kelly Clarkson, vencedora em 2006.

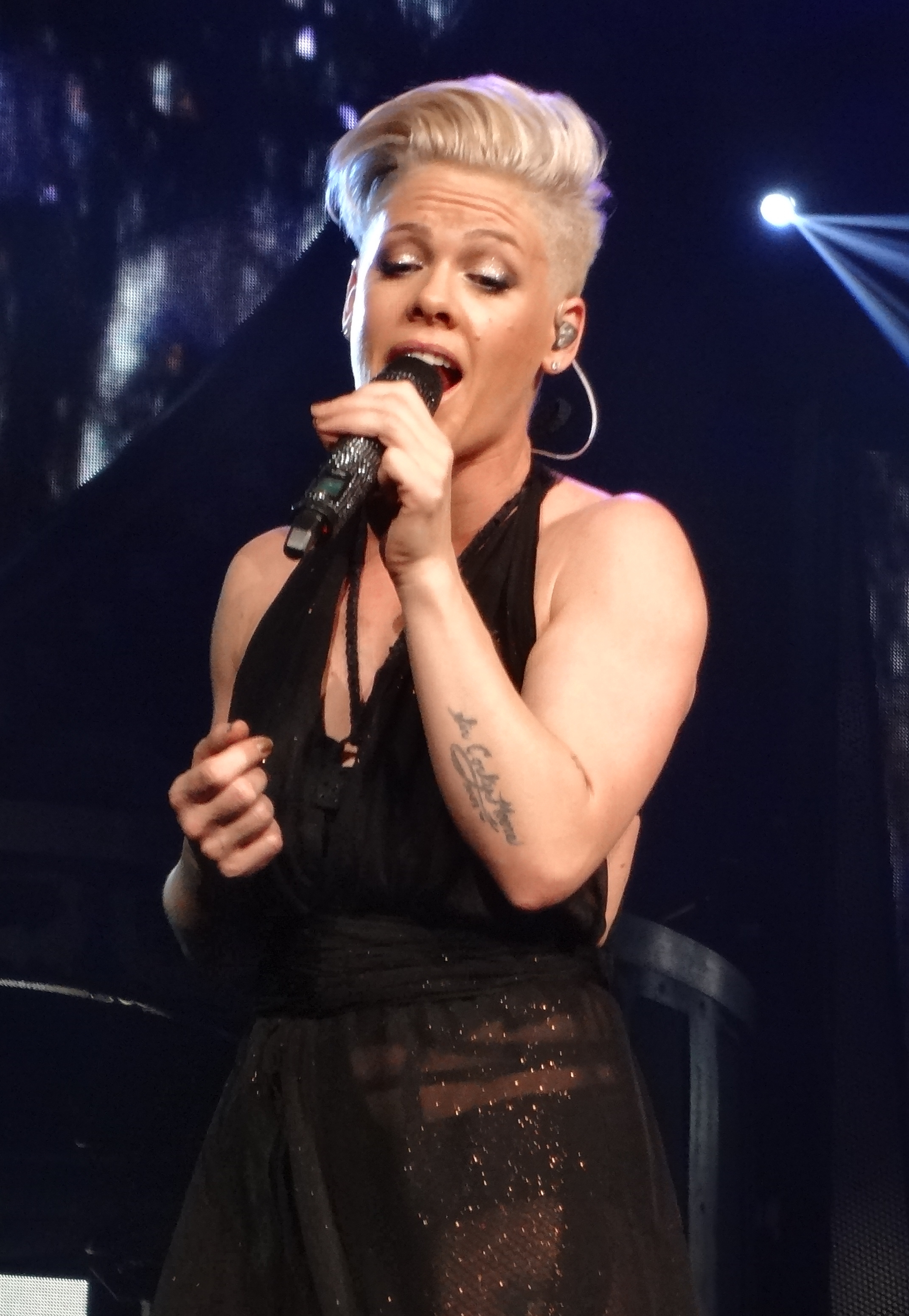
P!nk possui quatro indicações ao prêmio.

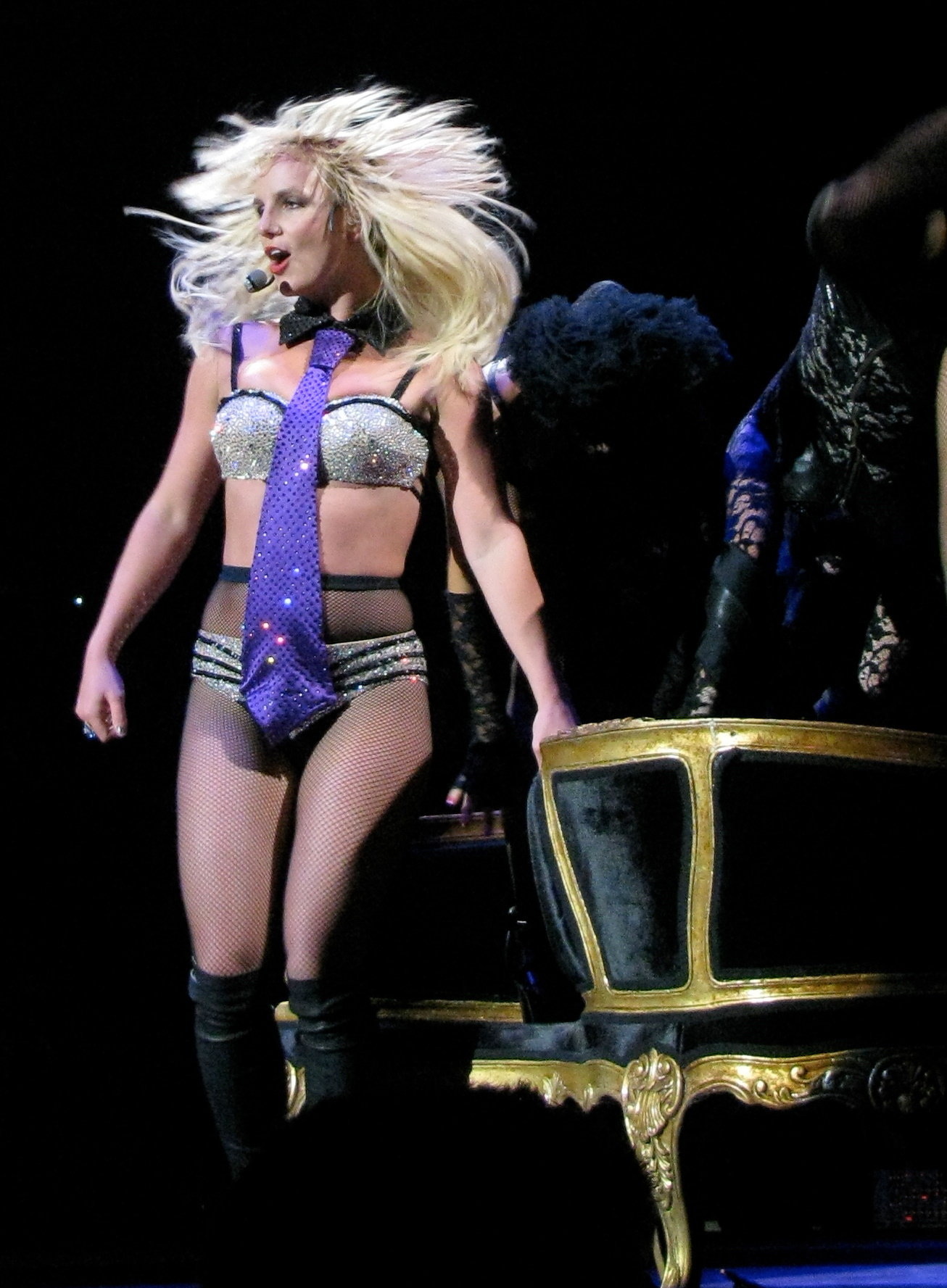
Britney Spears possui três indicações.

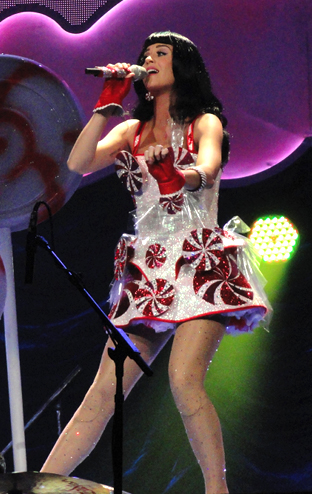
Katy Perry foi indicada em 2009, 2010 e 2011.

Beyoncé, vencedora em 2010.

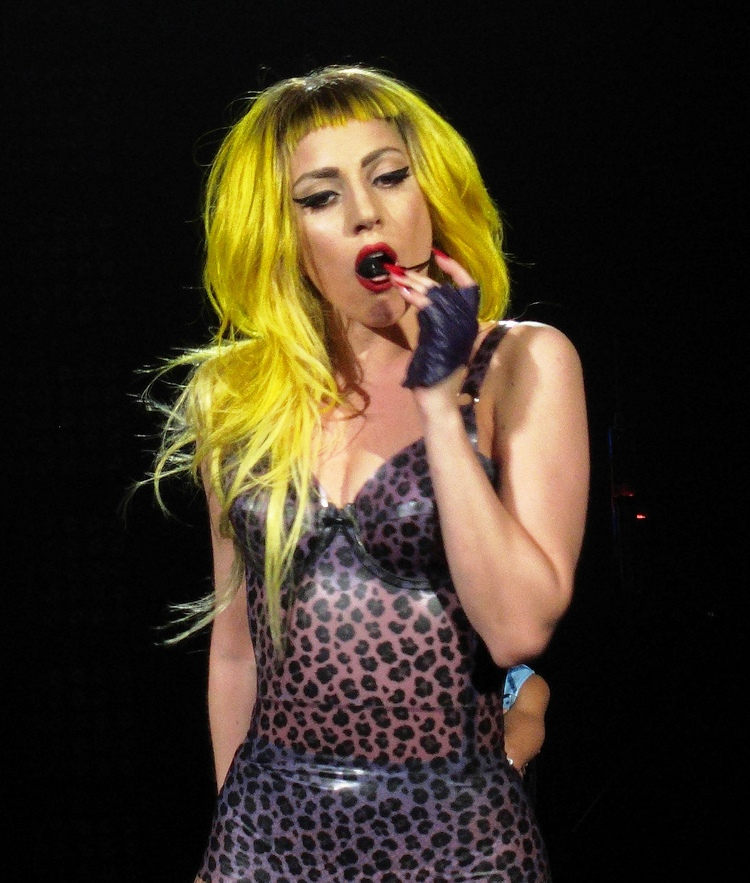
Lady Gaga, vencedora em 2011.

| 1959 | Ella Fitzgerald    | Ella Fitzgerald Sings the Irving Berlin Songbook | - Doris Day - "Everybody Loves a Lover" - Eydie Gorme - Eydie in Love - Peggy Lee - "Fever" - Keely Smith - "I Wish You Love" | [ 3 ]  |
| 1960 | Ella Fitzgerald    | "But Not for Me"                                 | - Lena Horne - Porgy & Bess - Peggy Lee - "Alright, Okay, You Win" - Pat Suzuki - Broadway '59 - Caterina Valente - La Strada del Amore | [ 3 ]  |
| 1961 | Ella Fitzgerald    | "Mack the Knife"                                 | - Doris Day - The Sound of Music - Eileen Farrell - "I Gotta Right to Sing the Blues" - Brenda Lee - "I'm Sorry" - Peggy Lee - "I'm Gonna Go Fishin"                                                                                       | [ 4 ]  |
| 1961 | Ella Fitzgerald    | Ella in Berlin: Mack the Knife                   | - Rosemary Clooney - Clap Hands! Here Comes Rosie! - Peggy Lee - Latin ala Lee! - Miriam Makeba - Miriam Makeba - Della Reese - Della | [ 4 ]  |
| 1962 | Judy Garland       | Judy at Carnegie Hall                            | - Ella Fitzgerald - "(If You Can't Sing It) You'll Have to Swing It (Mr. Paganini)" - Billie Holiday - The Essential Billie Holiday - Lena Horne - Lena Horne at the Sands - Peggy Lee - Basin Street East Proudly Presents Miss Peggy Lee | [ 5 ]  |
| 1963 | Ella Fitzgerald    | Ella Swings Brightly with Nelson                 | - Diahann Carroll - No, Strings - Lena Horne - Lena...Lovely and Alive - Peggy Lee - I'm a Woman - Ketty Lester - Love Letters - Sandy Stewart - My Coloring Book - Pat Thomas - Slightly Out of Time                                      | [ 6 ]  |
| 1964 | Barbra Streisand   | The Barbra Streisand Album                       | - Eydie Gorme - Blame It on the Bossa Nova - Peggy Lee - "I'm a Woman" - Miriam Makeba - The World of Miriam Makeba - The Singing Nun - Dominique                                                                                          | [ 7 ]  |
| 1965 | Barbra Streisand   | "People"                                         | - Petula Clark - "Downtown" - Gale Garnett - We'll Sing in the Sunshine - Astrud Gilberto - "The Girl from Ipanema" - Nancy Wilson - How Glad I Am                                                                                         | [ 8 ]  |
| 1966 | Barbra Streisand   | My Name Is Barbra                                | - Petula Clark - Downtown - Jackie DeShannon - What the World Needs Now is Love - Astrud Gilberto - The Astrud Gilberto Album - Nancy Wilson - Gentle Is My Love                                                                           |        |
| 1967 | Eydie Gormé        | "If He Walked into My Life Today"                | - Ella Fitzgerald - Ella at Duke's Place - Sandy Posey - Born a Woman - Nancy Sinatra - These Boots Are Made for Walkin' - Barbra Streisand - Color Me Barbra                                                                              |        |
| 1968 | Bobbie Gentry      | "Ode to Billie Joe"                              | - Vikki Carr - "It Must Be Him" - Petula Clark - "Don't Sleep in the Subway" - Aretha Franklin - "Respect" - Dionne Warwick - "Alfie" | [ 9 ]  |
| 1969 | Dionne Warwick     | "Do You Know the Way to San Jose"                | - Aretha Franklin - "I Say a Little Prayer" - Mary Hopkin - "Those Were the Days" - Merrilee Rush - "Angel of the Morning" - Barbra Streisand - "Funny Girl"                                                                               |        |
| 1970 | Peggy Lee          | "Is That All There Is?"                          | - Vikki Carr - "With Pen in Hand" - Jackie DeShannon - "Put a Little Love in Your Heart" - Brenda Lee - "Johnny One Time" - Dusty Springfield - "Son of a Preacher Man" - Dionne Warwick - "This Girl's in Love with You"                  | [ 10 ] |
| 1971 | Dionne Warwick     | I'll Never Fall in Love Again                    | - Bobbie Gentry - "Fancy" - Anne Murray - "Snowbird" - Linda Ronstadt - "Long, Long Time" - Diana Ross - "Ain't No Mountain High Enough"                                                                                                   | [ 11 ] |
| 1972 | Carole King        | Tapestry                                         | - Joan Baez - "The Night They Drove Old Dixie Down" - Cher - "Gypsys, Tramps & Thieves" - Janis Joplin - "Me and Bobby McGee" - Carly Simon - "That's the Way I've Always Heard It Should Be"                                              | [ 12 ] |
| 1973 | Helen Reddy        | "I Am Woman"                                     | - Roberta Flack - Quiet Fire - Aretha Franklin - Day Dreaming - Carly Simon - "Anticipation" - Barbra Streisand - "Sweet Inspiration"/"Where You Lead"                                                                                     | [ 13 ] |
| 1974 | Roberta Flack      | "Killing Me Softly with His Song"                | - Bette Midler - "Boogie Woogie Bugle Boy" - Anne Murray - "Danny's Song" - Diana Ross - "Touch Me in the Morning" - Carly Simon - "You're So Vain"                                                                                        | [ 14 ] |
| 1975 | Olivia Newton-John | "I Honestly Love You"                            | - Roberta Flack - "Feel Like Makin' Love" - Carole King - "Jazzman" - Cleo Laine - Cleo Laine Live at Carnegie Hall - Joni Mitchell - Court and Spark                                                                                      | [ 15 ] |
| 1976 | Janis Ian          | "At Seventeen"                                   | - Judy Collins - "Send in the Clowns" - Olivia Newton-John - "Have You Never Been Mellow" - Helen Reddy - Ain't No Way to Treat a Lady - Linda Ronstadt - Heart Like a Wheel                                                               | [ 16 ] |
| 1977 | Linda Ronstadt     | Hasten Down the Wind                             | - Natalie Cole - Natalie - Emmylou Harris - Here, There and Everywhere - Joni Mitchell - The Hissing of Summer Lawns - Vicki Sue Robinson - Turn the Beat Around                                                                           | [ 17 ] |
| 1978 | Barbra Streisand   | "Evergreen (Love Theme from A Star Is Born)"     | - Debby Boone - "You Light Up My Life" - Dolly Parton - "Here You Come Again" - Linda Ronstadt - "Blue Bayou" - Carly Simon - Nobody Does It Better                                                                                        | [ 18 ] |
| 1979 | Anne Murray        | "You Needed Me"                                  | - Olivia Newton-John - "Hopelessly Devoted to You" - Carly Simon - "You Belong to Me" - Barbra Streisand - "You Don't Bring Me Flowers" - Donna Summer - "MacArthur Park"                                                                  | [ 19 ] |
| 1980 | Dionne Warwick     | "I'll Never Love This Way Again"                 | - Gloria Gaynor - "I Will Survive" - Rickie Lee Jones - "Chuck E.'s In Love" - Melissa Manchester - "Don't Cry Out Loud" - Donna Summer - "Bad Girls"                                                                                      | [ 20 ] |
| 1981 | Bette Midler       | "The Rose"                                       | - Irene Cara - "Fame" - Olivia Newton-John - "Magic" - Barbra Streisand - "Woman in Love" - Donna Summer - "On the Radio" | [ 20 ] |
| 1982 | Lena Horne         | Lena Horne: The Lady and Her Music               | - Kim Carnes - "Bette Davis Eyes" - Sheena Easton - "For Your Eyes Only" - Juice Newton - "Angel of the Morning" - Olivia Newton-John - "Physical"                                                                                         | [ 20 ] |
| 1983 | Melissa Manchester | "You Should Hear How She Talks About You"        | - Laura Branigan - "Gloria" - Juice Newton - "Love's Been A Little Bit Hard On Me" - Olivia Newton-John - "Heart Attack" - Linda Ronstadt - Get Closer                                                                                     | [ 20 ] |
| 1984 | Irene Cara         | "Flashdance... What a Feeling"                   | - Sheena Easton - "Telefone (Long Distance Love Affair)" - Linda Ronstadt - What's New - Donna Summer - "She Works Hard for the Money" - Bonnie Tyler - "Total Eclipse of the Heart"                                                       | [ 20 ] |
| 1985 | Tina Turner        | "What's Love Got to Do with It"                  | - Sheila E. - "The Glamorous Life" - Sheena Easton - "Strut" - Cyndi Lauper - "Girls Just Want to Have Fun" - Deniece Williams - "Let's Hear It for the Boy"                                                                               | [ 20 ] |
| 1986 | Whitney Houston    | "Saving All My Love for You"                     | - Pat Benatar - "We Belong" - Madonna - "Crazy for You" - Linda Ronstadt - Lush Life - Tina Turner - "We Don't Need Another Hero" | [ 20 ] |
| 1987 | Barbra Streisand   | The Broadway Album                               | - Cyndi Lauper - "True Colors" - Madonna - "Papa Don't Preach" - Tina Turner - "Typical Male" - Dionne Warwick - Friends | [ 20 ] |
| 1988 | Whitney Houston    | "I Wanna Dance with Somebody (Who Loves Me)"     | - Belinda Carlisle - "Heaven Is a Place on Earth" - Carly Simon - Coming Around Again - Barbra Streisand - One Voice - Suzanne Vega - "Luka"                                                                                               | [ 20 ] |
| 1989 | Tracy Chapman      | "Fast Car"                                       | - Taylor Dayne - "Tell It to My Heart" - Whitney Houston - "One Moment in Time" - Joni Mitchell - Chalk Mark in a Rainstorm - Brenda Russell - "Get Here"                                                                                  | [ 20 ] |
| 1990 | Bonnie Raitt       | "Nick of Time"                                   | - Paula Abdul - "Straight Up" - Gloria Estefan - "Don't Wanna Lose You" - Bette Midler - "Wind Beneath My Wings" - Linda Ronstadt - Cry Like a Rainstorm, Howl Like the Wind                                                               | [ 20 ] |
| 1991 | Mariah Carey       | "Vision of Love"                                 | - Whitney Houston - "I'm Your Baby Tonight" - Bette Midler - "From a Distance" - Sinéad O'Connor - "Nothing Compares 2 U" - Lisa Stansfield - "All Around the World"                                                                       | [ 20 ] |
| 1992 | Bonnie Raitt       | "Something to Talk About"                        | - Mariah Carey - "Emotions" - Oleta Adams - "Get Here" - Amy Grant - "Baby Baby" - Whitney Houston - "All the Man That I Need" | [ 20 ] |
| 1993 | k.d. lang          | "Constant Craving"                               | - Mariah Carey — MTV Unplugged - Céline Dion — Celine Dion - Annie Lennox — Diva - Vanessa L. Williams — "Save the Best for Last" | [ 20 ] |
| 1994 | Whitney Houston    | "I Will Always Love You"                         | - Mariah Carey — "Dreamlover" - Shawn Colvin — "I Don't Know Why" - k.d. lang — "Miss Chatelaine" - Tina Turner — "I Don't Wanna Fight" | [ 20 ] |
| 1995 | Sheryl Crow        | "All I Wanna Do"                                 | - Mariah Carey — "Hero" - Céline Dion — "The Power of Love" - Bonnie Raitt — "Longing in Their Hearts" - Barbra Streisand — "Ordinary Miracles"                                                                                            | [ 20 ] |
| 1996 | Annie Lennox       | "No More I Love You's"                           | - Mariah Carey — "Fantasy" - Dionne Farris — "I Know" - Joan Osborne — "One of Us" - Bonnie Raitt — "You Got It" - Vanessa L. Williams — "Colors of the Wind"                                                                              | [ 20 ] |
| 1997 | Toni Braxton       | "Un-Break My Heart"                              | - Shawn Colvin — "Get Out of This House" - Céline Dion — "Because You Loved Me" - Gloria Estefan — "Reach" - Jewel — "Who Will Save Your Soul"                                                                                             | [ 20 ] |
| 1998 | Sarah McLachlan    | "Building a Mystery"                             | - Mariah Carey — "Butterfly" - Paula Cole — "Where Have All the Cowboys Gone?" - Shawn Colvin — "Sunny Came Home" - Jewel — "Foolish Games"                                                                                                | [ 20 ] |
| 1999 | Céline Dion        | "My Heart Will Go On"                            | - Sheryl Crow — "My Favorite Mistake" - Lauryn Hill — "Can't Take My Eyes Off You" - Natalie Imbruglia — "Torn" - Sarah McLachlan — "Adia"                                                                                                 | [ 20 ] |
| 2000 | Sarah McLachlan    | "I Will Remember You (Live)"                     | - Christina Aguilera — "Genie in a Bottle" - Madonna — "Beautiful Stranger" - Alanis Morissette — "Thank U" - Britney Spears — "...Baby One More Time"                                                                                     | [ 20 ] |
| 2001 | Macy Gray          | "I Try"                                          | - Christina Aguilera — "What a Girl Wants" - Madonna — "Music" - Aimee Mann — "Save Me" - Joni Mitchell — "Both Sides Now" - Britney Spears — "Oops!... I Did It Again"                                                                    | [ 20 ] |
| 2002 | Nelly Furtado      | "I'm like a Bird"                                | - Faith Hill — "There You'll Be" - Janet Jackson — "Someone to Call My Lover" - Sade — "By Your Side" - Lucinda Williams — "Essence" | [ 20 ] |
| 2003 | Norah Jones        | "Don't Know Why"                                 | - Sheryl Crow — "Soak Up the Sun" - Avril Lavigne — "Complicated" - P!nk — "Get the Party Started" - Britney Spears — "Overprotected" | [ 20 ] |
| 2004 | Christina Aguilera | "Beautiful"                                      | - Kelly Clarkson — "Miss Independent" - Dido — "White Flag" - Avril Lavigne — "I'm with You" - Sarah McLachlan — "Fallen" | [ 20 ] |
| 2005 | Norah Jones        | "Sunrise"                                        | - Björk — "Oceania" - Sheryl Crow — "The First Cut Is the Deepest" - Gwen Stefani — "What You Waiting For?" - Joss Stone — "You Had Me" | [ 20 ] |
| 2006 | Kelly Clarkson     | "Since U Been Gone"                              | - Mariah Carey — "It's Like That" - Sheryl Crow — "Good Is Good" - Bonnie Raitt — "I Will Not Be Broken" - Gwen Stefani — "Hollaback Girl"                                                                                                 | [ 20 ] |
| 2007 | Christina Aguilera | "Ain't No Other Man"                             | - Natasha Bedingfield — "Unwritten" - Sheryl Crow - "You Can Close Your Eyes" - P!nk — "Stupid Girls" - KT Tunstall — "Black Horse and the Cherry Tree"                                                                                    | [ 20 ] |
| 2008 | Amy Winehouse      | "Rehab"                                          | - Christina Aguilera — "Candyman" - Feist — "1234" - Fergie — "Big Girls Don't Cry" - Nelly Furtado — "Say It Right" | [ 20 ] |
| 2009 | Adele              | "Chasing Pavements"                              | - Sara Bareilles — "Love Song" - Duffy — "Mercy" - Leona Lewis — "Bleeding Love" - Katy Perry - "I Kissed a Girl" - P!nk — "So What" | [ 20 ] |
| 2010 | Beyoncé            | "Halo"                                           | - Adele — "Hometown Glory" - Katy Perry — "Hot n Cold" - P!nk — "Sober" - Taylor Swift — "You Belong With Me" | [ 21 ] |
| 2011 | Lady Gaga          | "Bad Romance"                                    | - Sara Bareilles — "King of Anything" - Beyoncé — "Halo (Live)" - Norah Jones — "Chasing Pirates" - Katy Perry — "Teenage Dream" | [ 22 ] |